# کنترآلتو
کنترآلتو نام بازه‌ای از صدا در موسیقی و گونه‌ای از صدای زنانه در خوانندگی و اپرا است.

## ویژگی
در زبان ایتالیایی به معنی آلتوی بم است. این صدا، بم‌ترین صدای خوانندگان زن می‌باشد.

کنترآلتو